# Nil Kerameus
Nil Kerameus, gr. Νείλος Κεραμεύς, Neilos Kerameus (zm. 1 lutego 1388 w Konstantynopolu) – patriarcha Konstantynopola w latach 1379–1388.

## Życiorys
Nil Kerameus został wybrany patriarchą Konstantynopola pod koniec 1379 r. po usunięciu jego poprzednika Makarego po tym, jak Jan V Paleolog odzyskał władzę odebraną mu przez syna Andronika IV. Nil pośredniczył potem w łagodzeniu konfliktu pomiędzy Janem V Paleologiem i jego zbuntowanym synem Andronikiem IV. Turcy podbijali w tym czasie Bałkany, podczas gdy w ręku Bizancjum pozostały Konstantynopol i jego okolice, Tesalonika i Chalkidiki, Tesalia, garść wysp na Morzu Egejskim i Despotat Morei. Patriarcha był znany ze swego antyłacińskiego stanowiska i sprzyjania doktrynie Grzegorza Palamasa. W latach 1380–1382 Nil przyznał Janowi V prawo do interweniowania w sprawach kościelnych, szczególnie przy wyborze patriarchy. Decyzja ta została następnie potwierdzona przez synod patriarszy.
Nil zmarł 1 lutego 1388. Jego następca Antoni IV został wybrany 12 stycznia 1389.